# Hegyhátszentpéter, Vas
Hegyhátszentpéter  este un sat în districtul Vasvár, județul Vas, Ungaria, având o populație de 156 de locuitori (2011). 

## Demografie
Componența etnică a satului Hegyhátszentpéter
     Maghiari (97,53%)
     Germani (2,47%)
Componența confesională a satului Hegyhátszentpéter
     Romano-catolici (82,69%)
     Fără religie (3,21%)
     Necunoscută (14,1%)
Conform recensământului din 2011, satul Hegyhátszentpéter avea 156 de locuitori. Din punct de vedere etnic, majoritatea locuitorilor (97,53%) erau maghiari, cu o minoritate de germani (2,47%).  Din punct de vedere confesional, majoritatea locuitorilor (82,69%) erau romano-catolici, cu o minoritate de persoane fără religie (3,21%). Pentru 14,1% din locuitori nu este cunoscută apartenența confesională.